# Proprium (liturgie)
Het proprium van de mis (Proprium Missae in het Latijn) is de reeks wisselende gezangen van de mis. Ordinarium en proprium vormen samen de misgezangen.
Het proprium (vertaling: tijdeigen) bevat de gezangen die liturgisch horen bij een bepaalde dag. De tekst wisselt afhankelijk van de (feest)dag, in tegenstelling tot het ordinarium. Vb. Victimae paschali laudes wordt op Pasen gezongen.
In Nederland en België is het, na de liturgiehervorming na het Tweede Vaticaans Concilie (1962-1965), lange tijd niet gelukt tot een Nederlandstalig proprium te komen. In 2012 werd echter aangekondigd dat een Nederlandstalige editie van het Graduale Simplex, gemaakt naar aanleiding van de liturgiehervorming, op komst was[dode link].